# Демократія

Демокра́тія, народопра́вство — політичний режим, за якого єдиним легітимним джерелом влади в державі визнається її народ. При цьому управління державою здійснюється народом, безпосередньо (пряма демократія), або через обраних представників (представницька демократія). Іноді демократію визначають також як набір ідей і принципів, що стосуються свободи, оскільки вона є інституціональною свободою. У формулюванні 16-го президента США Авраама Лінкольна, демократія — врядування «іменем народу, силами народу і для народу».  Людвіг фон Мізес один з основоположників Австрійської школи економіки в своїй книзі "Бюрократія" писав, що існують лише "два стовпи демократичного правління - це верховенство закону і бюджету".

## Етимологія терміна
Запозичення з грецької мови; грец. δῆμοκράτία етимологічно «народне управління» є складним словом, утвореним з основ іменника грец. δῆμος «народ»
і χράτέω «правити, володіти; бути сильним», пов'язаного з χράτος «сила, влада».
При цьому, владу мали не всі дорослі люди, а лише громадяни, тобто тільки ті люди, котрі входили у громаду, мали громадянські права і могли голосувати, тобто обирати владу і приймати важливі рішення. Всі інші мешканці дему, котрі не мали громадянських прав не брали участі в голосуванні і управлінні спільними ресурсами.[джерело не вказане 1757 днів]
У новогрецькій грец. Δημοκρατία отримала нове значення і використовується на позначення республіки як форми державного правління.
Саме слово «δῆμοκρατία» сформувалося наприкінці VII ст. до н. е. — на початку 4 століття до нашої ери на позначення політичної системи, яка тоді існувала у деяких грецьких містах-державах, зокрема у Мегарах та Афінах («Необмежена свобода», Афінська демократія).

## Історія терміна
Демократія виникла у Стародавній Греції, стародавні греки були також першими дослідниками її феномену. Крім того, в Елладі був поширений такий поділ держав за формами правління: «один керівник» (монархія), «перший, найкращий, здатний + сила, влада» (аристократія) і «народне правління» (демократія). Однак, у Стародавній Греції (так само як і у Стародавньому Римі) рабів і чужоземців не вважали громадянами — демосу.
Деякі середньовічні держави називали демократичними, адже влада належала народу (виборність влади), але при цьому певну, досить велику, частину суспільства не вважали народом, представники цієї решти не мали права голосу. Тому деякі дослідники вживають такі терміни, як рабовласницька демократія (до якої належить і Афінська демократія), феодальна демократія, буржуазна демократія, соціалістична демократія тощо.
Інколи демократію називають договірною формою правління, а інколи — перекрученою формою народного врядування, згідно з поділом усіх форм правління на шість можливих типів: тиранія як спотворена форма монархії, олігархія як спотворена форма аристократії та охлократія як спотворена форма народовладдя. Чиста демократія не викликала захоплення ані у філософів-аристократів, таких як Сократ зокрема, ані у прибічників мішаної форми правління, таких як Аристотель. Її часто протиставляли так званим складеним державним устроям (де було змішано елементи монархічного, аристократичного та демократичного правління), типовим для Класичної Греції та Республіканського Риму.
В сучасному світі змішують поняття демократії (народовладдя) з конкретним проявом її — формою державної влади, яка є зручною в сучасному світі з ринковою економікою, зокрема у США та країнах Західної Європи. Тому кажуть, що демократія обов'язково включає такі елементи:
- виборність органів влади,
- поділ державної влади на три гілки законодавчу, виконавчу та судову,
- підпорядкування меншості більшості,
- захист прав меншості,
- наявність політичних прав і свобод.

## Основні концепції демократії
Головна суперечність демократії — суперечність між ідеєю демократії як повновладдям народу і неможливістю її практичного здійснення. Британський філософ Карл Поппер вважав демократію не тільки неможливою, але й недоцільною. Демократія у прямому її розумінні неможлива навіть суто технічно, бо немає таких механізмів, які б забезпечували пряме народоправство з будь-якого питання на всіх рівнях. Недоцільна, оскільки абсолютна більшість народу некомпетентна у вирішенні конкретних справ управління державою. Різноманітні концепції демократії спрямовані на вирішення цієї суперечності.
Історично першою такою концепцією та формою її практичного втілення була класична ліберальна демократія. Головна ідея лібералізму — ідея індивідуальної свободи. У зв'язку з цим ліберальна демократія на перший план ставить громадянську свободу, яка ґрунтується на реалізації особистих прав і свобод індивіда. Наявність в індивіда громадянських та політичних прав і свобод надає йому можливості впливати на державу з метою задоволення особистих і спільних потреб. Ліберальна демократія не заперечує безпосереднього волевиявлення народу, але віддає перевагу представницькій демократії, основні елементи якої — конституційність та обмеження політичного панування. Воля народу делегується представникам, котрі під час ухвалення політичних рішень виражають цю волю самостійно і під власну відповідальність. Демократію розуміють як відповідальне правління. Лібералізм виник як ідеологія буржуазії, тому концепція класичної ліберальної демократії відбиває передусім інтереси класу буржуазії.
Сучасний різновид ліберальної демократії — концепція плюралістичної демократії (від лат. pluralis — множинний), яка ґрунтується на врахуванні інтересів усіх соціальних верств. Основні ознаки: конкуренція і взаємодія різних політичних сил і відкритий характер ухвалення рішень через представницькі органи влади. Недоліки цієї концепції — для задоволення інтересів і потреб певних соціальних груп необхідно надавати певні пільги і привілеї, що суперечить принципу рівності всіх перед законом. Нереально, що все населення буде представлено у політичних партіях, що ці об'єднання будуть рівними за своїм політичним впливом.
Концепція корпоративної демократії близька до концепції плюралістичної демократії, але обмежує представництво лише найвпливовішими об'єднаннями, які не конкурують між собою, а співпрацюють під контролем держави.
Концепція партисипаторної демократії спрямована на забезпечення реальної участі якомога ширших верств населення у здійсненні влади, громадянського контролю над ухваленням рішень, що буде сприяти досягненню справжньої свободи і рівності. Оскільки неможливо перейти до прямої демократії, пропонується змішана форма політичної організації з елементами прямої і представницької демократії.
В сучасних умовах тотальної глобалізації суспільства сформувалася концепція космополітичної демократії, яка спрямована на осмислення місця демократії в космополітичному суспільстві, її розвиток всередині країн, між державами та на глобальному рівні.
Існують концепції елітарної демократії, які намагаються поєднати теорію демократії і теорію еліт.

## Форми демократії
Будучи складним системним утворенням, демократія із зовнішнього боку виражається у відповідних формах, а із внутрішнього — складається з інститутів. В умовах демократичної держави такі форми та інститути виступають водночас і ключовими механізмами здійснення її влади.
Демократії притаманні такі форми:
По-перше, вона може здійснюватися через реалізацію і гарантування захищених законом демократичних прав людини і громадянина.
Це випливає зі ст. З Конституції України, згідно з якою людина, її життя і здоров'я, честь і гідність, недоторканість і безпека визнаються в Україні найвищою соціальною цінністю. Отже, демократична держава покликана забезпечити весь комплекс прав людини і громадянина, передбачених чинним законодавством в усій багатоманітності їх прояву: закріплених як у Конституції України (особистих, політичних, соціально-економічних, соціально-культурних тощо), так і в галузевих актах. Реалізація і гарантування усього комплексу цих прав є головною формою здійснення демократії.
По-друге, діяльність системи державних органів ґрунтується на демократичних принципах. Існування демократії неможливе без здійснення принципів плюралізму, гласності, поділу і децентралізації влади. Саме через застосування цих та інших принципів здійснюють народний характер влади і можливі прогресивні перетворення.
По-третє, демократія виражається у відповідних формах здійснення народовладдя. Згідно зі ст. 5 Конституції України народ здійснює владу як безпосередньо (пряма форма: вибори, референдум, громадські ініціативи та обговорення тощо), так і через органи державної влади та органи місцевого самоврядування (представницька форма, реалізується через обрані народом органи первинного народного представництва).

## Інститути демократії

Держави світу, забарвлені за системами правління::
----
Парламентська система: голова уряду обирається або призначається законодавчим органом та підзвітний йому
----
Президентська система: президент (голова уряду) обирається всенародно та не залежить від законодавчої влади
----
Гібридний режим:
----
----
Примітка: : мапа відображає de jure системи правління, а не de facto ступінь демократії

Порівняння підходів до реалізації демократії в різних країнах показує, що кожен з них по-своєму унікальний. Разом з тим, можливо провести різні класифікації: за панівною гілкою влади, за регіональною ієрархією влади, за кількістю партій тощо. Подальше узагальнення дозволяє виявити базові політичні інститути, необхідні (хоча, можливо, недостатні) для досягнення ідеальної демократії.
Практична реалізація демократії залежить від безлічі обставин, особливо від чисельності населення і розміру території. У порівнянні з великими адміністративними одиницями, невеликі одиниці більш однорідні за складом і надають кращі можливості для безпосередньої участі в політичному житті. У компактних спільнотах можливо організувати ефективні дискусії і надати широкі можливості для громадян впливати на проведену політику. Тому меншим за розміром структурам простіше задовольнити критерії демократії. Водночас зі зменшенням розміру знижується реальний обсяг влади і можливостей для розв'язання проблем, особливо з питань оборони та економіки. Один зі шляхів вирішення цього протиріччя лежить в поділі сфер впливу між адміністративними і громадськими одиницями різних рівнів, зокрема, наділенням міст і регіонів автономією. Найпоширеніший метод полягає у використанні у великих одиницях представницьких форм правління.

Політичні системи країн
Президентська республіка
Парламентсько-президентська республіка
Президентсько-парламентська республіка
Парламентська республіка
Парламентська конституційна монархія
Дуалістична конституційна монархія
Абсолютистська монархія
Однопартійна система
Військова диктатура

### Типологія демократичних систем

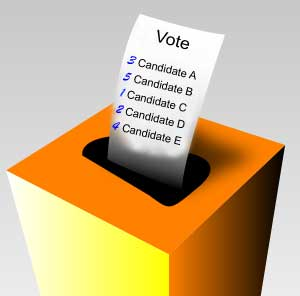
преференційоване голосування у пропорційній виборчій системі

Між політичними інститутами в різних демократичних країнах є значні відмінності. Нижче перераховані основні типи демократичних систем.
Панівна гілка влади
- Парламентська демократія. Уряд призначається законодавчим органом влади. Уряд і його глава (прем'єр-міністр) також можуть бути підзвітні церемоніальному главі держави (монарху, президенту чи спеціальному органу). В парламентській республіці глава держави періодично обирається парламентом, або цю посаду суміщає голова уряду.
- Президентська республіка. Президент обирається народом безпосередньо і є главою виконавчої влади.
- Змішані системи.

Регіональна ієрархія влади
- Унітарна держава. Політична влада зосереджена в руках центрального уряду, який визначає обсяги владних повноважень регіональних органів влади.
- Федерація. За конституцією влада поділена між центральним урядом і автономними регіональними урядами.

Структура законодавчої влади
- Однопалатний парламент. Нормативні акти ухвалюються на засіданнях за участю всіх членів парламенту.
- Двопалатний парламент. Законодавчі збори складаються з двох палат, які формуються і функціонують окремо. Одні нормативні акти можуть вимагати схвалення тільки однієї палати, інші — обох палат.

Система виборів до представницьких органів
- Мажоритарна виборча система. Територія поділена на округи, кожен з яких має право на одного представника в законодавчих зборах. Цим депутатом стає кандидат, який набрав більшість голосів.
- Пропорційна виборча система. Політичні партії в законодавчих зборах отримують місця пропорційно до набраних ними голосів.
- Групова виборча система. Певні групи населення висувають своїх депутатів за попередньо обговореною квотою.

Провідні партії
- Двопартійна система. У політичному спектрі домінують дві великі партії.
- Багатопартійна система. Призначенню уряду зазвичай передує формування правлячої коаліції з двох або більше партій, представлених в законодавчих зборах.

### Основні інститути ліберальної демократії
На сьогодні для багатьох ліберальних демократій характерна наявність таких інститутів:
1. Виборні державні посади. Сучасні демократії є представницькими: згідно з основними законами, безпосередній контроль над ухваленням нормативних актів та політичних рішень здійснюють обрані громадянами особи.
2. Вільні, чесні і регулярні вибори, в яких має право брати участь кожен громадянин (як виборець і як кандидат), в поєднанні з безперервною відкритою політичною конкуренцією між громадянами та їхніми об'єднаннями.
3. Чуйність уряду. Проведена політика залежить від результатів виборів і від уподобань виборців.
4. Свобода самовираження. Громадяни мають право безкарно висловлювати свої думки, зокрема, критикувати владу, політичну систему, суспільно-економічний лад і переважну ідеологію.
5. Доступ до альтернативних і незалежних джерел інформації. Громадяни мають право шукати та отримувати інформацію від інших громадян, з книг, ЗМІ тощо. Альтернативні джерела інформації повинні існувати, бути доступні і не підконтрольні будь-якій політичній групі.
6. Автономія громадських організацій. Громадяни мають право засновувати відносно незалежні спільноти або організації, зокрема, політичні партії.
7. Загальне охоплення громадянства. Кожен дорослий житель, що постійно проживає в країні і підкоряється її законам, повинен мати всі права громадянина.

Політична система, що включає наведені вище сім інститутів, називається «поліархією». Головними особливостями поліархії є можливість політичної конкуренції, забезпечення права на участь в політиці і управління на основі коаліції. Таке правління протилежне диктатурі, коли при виборі політичного курсу домінують переваги однієї групи. Важливу роль відіграє потреба конкуруючих еліт, які повинні заручитися підтримкою з боку широких верств населення, що нехарактерно для олігархії.
Протягом XX століття політологи схилялися до думки, що значна кількість країн підтримували перераховані вище інститути в належній мірі і тому на практиці можуть вважатися демократичними. Водночас країна може відповідати стандарту поліархії, навіть якщо в ній відсутнє пропорційне представництво, референдуми, попередні вибори партій, соціальна рівність або демократія на рівні місцевого самоврядування. Як зазначає Роберт Даль, ідеал демократії пред'являє вкрай високі вимоги, і ймовірно з часом поліархія почне вважатися недостатньо демократичною системою.

## Авторитаризм і демократія
В авторитарних державах влада зосереджена в руках правлячої групи, яка у своїх діях не відчуває обмежень, обумовлених відповідальністю перед керованими. Більшість авторитарних режимів минулого відрізнялися від представницької демократії за такими параметрами:
- Вибори до органів влади або не проводилися, або були безальтернативними, або не приводили до зміни влади навіть у разі формальної перемоги опозиції;
- Влада виборних осіб часто була обмежена могутніми новообраними організаціями (армією, церквою, партією);
- Опозиція відкрито переслідувалася;
- ЗМІ контролювалися державою, зазнавали цензури і системних репресій.

Водночас політологи відзначають, що на рубежі 1990-х у світі зросла частка гібридних режимів (що отримали в літературі назви «імітаційна демократія», «авторитарна демократія», «електоральний авторитаризм» тощо), що мають ознаки як авторитаризму, так і демократії. В таких режимах проводяться періодичні вибори й існують елементи політичної конкуренції, так що опозиція здатна кидати виклик, послаблювати і іноді навіть перемагати правлячі сили на виборах, у законодавчих органах, в суді і в ЗМІ. Однак умови конкуренції для правлячих сил та опозиції мають нерівний характер через системні зловживання адміністративними ресурсами і порушень прав прихильників опозиції.
Автократи можуть використовувати номінально демократичні інститути з метою власної легітимації і мобілізації суспільства на свою підтримку. Особи, які погодилися на співпрацю з режимом, отримують в обмін винагороди та поступки. Пов'язані з цим переговори часто проводяться на спеціальних, контрольованих владою, форумах з обмеженим доступом, зокрема, у парламентах.
Суттєвим показником є ступінь розвиненості правової держави. Згідно з думкою політолога Адама Пшеворського, демократія — це насамперед визначеність процедур при невизначеності результатів. На думку політологів і громадських діячів, у ліберально-демократичній країні громадяни за допомогою демократичних процедур виробляють правила взаємодії різних суб'єктів суспільства і формують механізми державної влади, яка діє за цими правилами.
Така модель принципово відрізняється від системи, при якій влада сама встановлює порядок взаємодії суб'єктів суспільства і формує необхідні для цього механізми управління. У неправовій державі окремі органи влади можуть скасовувати або обходити закони, які регулюють повноваження цих органів. Це, зокрема, відкриває можливості для маніпуляцій системою правосуддя і ЗМІ, щоб винагороджувати лояльних режиму і карати опозицію без огляду на правові процедури.
На думку політологів Freedom House та Радіо «Свобода», сучасні авторитарні режими також навмисно спотворюють суть демократії, трактують її як нав'язування Заходом чужих цінностей, перешкоджають роботі правозахисних міжнародних організацій (ООН, ОБСЄ, ЄСПЛ) і виховують у молоді вороже ставлення до демократичних цінностей.
Деякі політологи виділяють в окрему категорію делегативну демократію, при якій виконавча влада почасти підпорядковує собі законодавчу і слабо враховує переваги виборців у проведеній політиці, проте зміна влади залишається можливою, а цивільні права під захистом.

## Демократія та економіка
Зв'язок між демократією, політичною та економічною свободою розкриває Фрідріх Гаєк у «Шляху до рабства»:
Переконливі аргументи на користь економічної свободи виникли як результат вільного розвитку економічної діяльності — назапланованого й неочікуваного побічного продукту політичної свободи. (С. 26)
Гаєк аналізує вплив контролю над економічним життям соціалістичних країн:
Досвід різних країн Центральної Європи переконливо продемонстрував, як навіть формальне визнання прав особистості або рівності прав меншин втрачають будь-яке значення в державах, які ступили на шлях повного контролю економічного життя. (С. 81)
Майже необмежені можливості для політики дискримінації і гноблення відкривало застосування такого, на перший погляд, безневинного принципу, як «урядовий контроль за розвитком промисловості. (С. 81)

## Демократія і релігія
Перелік основних релігій за країнами з представницькою демократією охоплює всі світові і безліч національних релігій. У низці країн це християнство, в Індонезії — іслам, в Монголії — буддизм. У найбільш населеній демократичній державі — Індії — переважає індуїзм. Багато релігій стверджують про здатність кожної людини до морального вибору, що історично сприяло поширенню ідей про рівність і, як наслідок, про демократію.

### Християнство
Деякі християни сумніваються, що їхня релігія сумісна з демократією, вважаючи, що вся влада від їхнього Бога, що паства повинна коритися пастирям, і що лише монарх підзвітний Богові як помазаник.
Протестантизм вчить, що всі люди рівні перед Богом, а значить і перед владою; що Бог закликав людей бути священниками і царями, а значить і наділив їх правом на самоврядування; що Бог дав людям життя і віру, а значить і невідчужувані права і свободи. Якщо зрозуміліше висловитись, то протестантизм вчить завжди виконувати і підпорядковуватись владі, якщо її прийняті закони не суперечать біблійним законам віри. Для них є добротним демократичне управління, що не виходить за рамки Божих законів.
Католицизм стверджує, що суспільство і держава існують заради створення умов, необхідних для самореалізації людини (персоналізм), і що влада повинна бути якомога ближче до громадян (принцип субсидіарності).
Православний богослов Феофан (Прокопович) вважав, що влада спочатку розділена серед народу, який має право заснувати будь-яку форму правління. Філософ Федотов бачив православну демократію як продовження традицій Новгородської Республіки. У православ'ї також поширена концепція соборності, яка заохочує участь кожного в пошуку істини, хоча розглядає лише одностайну згоду, засновану на любові і повазі до інших, як прийнятний метод прийняття рішень.
Петер Слотердайк (нар. 1947) у книзі «Критика цинічного розуму» стверджує: 
Західні демократії — це, по суті, перманентні пародії на релігійний анархізм, структури, які представляють собою дивну суміш апаратів змушення та вільно встановлених порядків. У них діє правило: забезпечити видимість «Я» кожній людині.

## Критика демократії
«Ніхто не вдає, що демократія є досконалою або в усьому правильною. Насправді, як це було сказано, демократія є 

найгіршою формою правління, за винятком всіх тих інших форм, які були випробувані у той чи інший час; але в нашій країні є поширене переконання, що правити повинен народ, правити безперервно, і що громадська думка, виражена усіма конституційними засобами, повинна формувати, спрямовувати і контролювати дії міністрів, які є його слугами, а не володарями». Вінстон Черчилль. З промови у Палаті Громад 11 листопада 1947 року
Науковці, яких зазвичай називають «ревізіоністами», вважають що авторитаризм є невіддільною ознакою демократії. Зокрема Огюстен Кошен (1876—1916), Франсуа Фюре (1927—1997), Ігор Шафаревич (1923—2017). Визначаючи демократію як латентну владу меншості над більшістю, котра утримує свою владу штучним формуванням громадської думки (зазвичай шляхом маніпуляцій), а коли довіра до правлячої меншини зникає у більшості громадян, то така меншина є схильною і до терору аби зберегти своє панування.. На заміну демократії філософи та політичні теоретики пропонують інші структури політичної влади, зокрема, Джейсон Бреннан обґрунтовує епістократію.